# François Prume

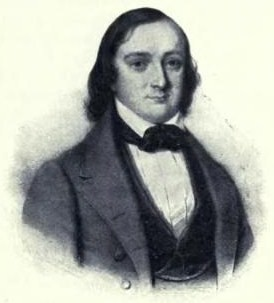
François Prume.

François Hubert Prume (* 3. Juni 1816 in Stavelot; † 14. Juli 1849 in Lüttich) war ein belgischer Violinist und Komponist.

## Leben
Der Sohn eines Organisten begann bereits im Alter von drei Jahren einem eigenen Wunsch folgend mit dem Erlernen des Violinspiels. Seinen ersten öffentlichen Auftritt hatte Prume als Siebenjähriger mit einem Konzert von Pierre Rode in Lüttich. Mit elf Jahren erhielt er ein Stipendium, das ihm ein Studium am Königlichen Konservatorium in Lüttich zu ermöglichen. Trotz der politisch unsicheren Zeit während der Julirevolution von 1830, sandte ihn der Direktor des Konservatoriums nach Paris zu François-Antoine Habeneck. Nach seiner Rückkehr wurde Prume mit nur 17 Jahren Professor für Violine am Konservatorium in Lüttich. 
Zu seinen Schülern gehörten Hubert Léonard, Joseph Dupont, Jacques Dupuis (1830–1870), sein Neffe Frantz Jehin-Prume (1839–1899), sowie Nicolas und Jean-Pierre Ysaÿe, Onkel und Vater von Eugène Ysaÿe. 
Bereits 1839 gab er die Lehrtätigkeit auf um sich zahlreichen Konzerttourneen zu widmen, die ihn quer durch Europa führten. Er hatte gemeinsame Auftritte mit Franz Liszt. Prume erhielt den Ehrentitel „Hofvirtuose des Herzogs von Gotha“. Mit nur 33 Jahren verstarb Prume an einem „schlimmen Nervenfieber“. Der historische Fest- und Konzertsaal der ehemaligen Abtei seines Geburtsortes Stavelot wurde nach ihm benannt.

## Werke (Auswahl)
- Mélancholie, op. 1
- Six grandes études, op. 2
- Concertino für Violine und Orchester, op. 4
- Concerto Héroique op. 11
- Le Petit Savoyard für Violine und Orchester
- 3 Violinkonzerte
- La Grande Polonaise